# Pigmalione

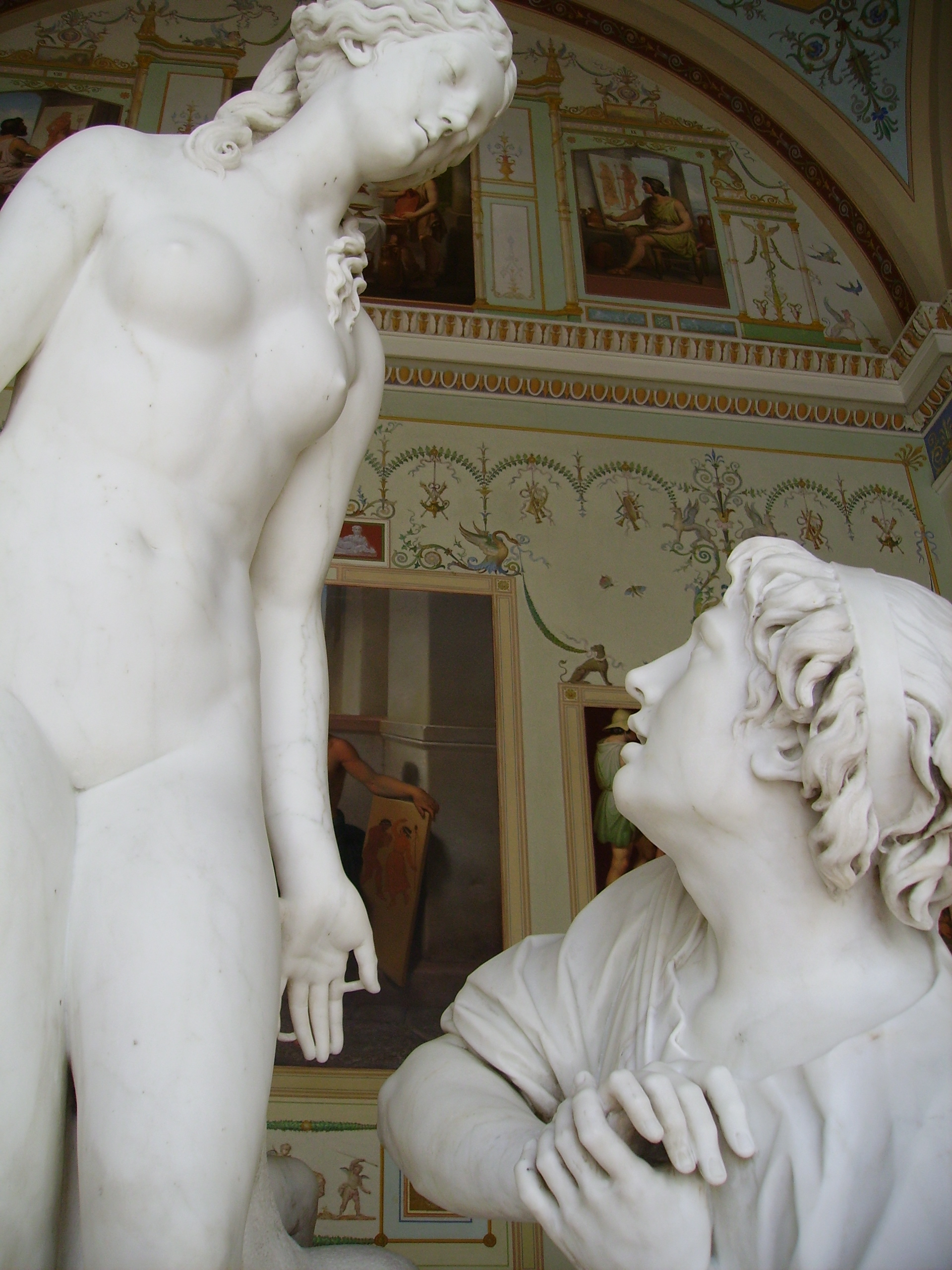
Étienne Maurice Falconet: Pygmalion et Galatée (1763)

Pigmalione (in greco antico: Πυγμαλίων?) è un personaggio del mito greco. Re di Cipro secondo Arnobio o semplice cittadino cipriota secondo Clemente Alessandrino, si sarebbe innamorato di una statua della dea Afrodite conservata dai cretesi da lungo tempo.

## Storia
Arnobio, scrittore convertitosi al cristianesimo alla fine del III secolo, riprende il mito di Pigmalione. Tuttavia il precedente racconto di Ovidio, ha un significato più complesso: Pigmalione, uno scultore, aveva modellato nell'avorio un nudo femminile. Perdutamente innamoratosi della sua opera, l'aveva ritenuta espressione più alta della femminilità, superiore a qualunque donna anche in carne e ossa, tanto da dormirle accanto nella speranza che un giorno si animasse.
A questo scopo, in occasione delle feste rituali in onore di Afrodite, Pigmalione si recò al tempio della dea e la pregò di concedergli in sposa la scultura creata con le sue mani rendendola una creatura umana: la dea acconsentì. Egli stesso vide la statua lentamente animarsi, respirare e aprire gli occhi.
Pigmalione e la statua si sposarono ed ebbero una figlia, Pafo, che diede successivamente il suo nome all'omonima città di Cipro famosa per un tempio dedicato ad Afrodite.
La statua, priva di nome nel mito, è stata denominata da autori moderni (dal XVIII secolo in poi) Galatea.
Il mito di Pigmalione viene ripreso da Petrarca nel sonetto LXXVIII del Canzoniere, quando il poeta aretino descrive il suo rimpianto nella contemplazione di un'opera di Simone Martini raffigurante Laura: un sentimento che muta quasi in frustrazione, proprio in virtù di un confronto tra la sua sorte e quella dello scultore.
Nell'uso comune, si definisce "pigmalione" chi assume il ruolo di maestro nei confronti di una persona rozza e incolta, plasmandone la personalità, sviluppandone le doti naturali e affinandone i modi.